# Войтова Юлія Василівна
Юлія Василівна Войтова (нар. 30 липня 1978) — українська борчиня вільного стилю, срібна та бронзова призерка чемпіонатів Європи, бронзова призерка Кубку світу. Майстер спорту України міжнародного класу з вільної боротьби.

## Життєпис
Навчалася в Хмельницькій середній загальноосвітній школі І-ІІІ ступенів № 22 імені Олега Ольжича.
Боротьбою почала займатися з 1995 року. У 1998 році стала чемпіонкою Європи серед юніорів.
Виступала за Збройні сили України, представляла Хмельницьку область та Білу Церкву. Тренер — Сергій Басистий. В Україні була суперницею олімпійської чемпіонки, триразової чемпіонки світу Ірини Мерлені.

## Спортивні результати на міжнародних змаганнях

### Виступи на Чемпіонатах світу
| Змагання                        | Збірна  | Вагова категорія          | Місце |
| ------------------------------- | ------- | ------------------------- | ----- |
| Чемпіонат світу з боротьби 1995 | Україна | жіноча боротьба, до 47 кг | 12    |
| Чемпіонат світу з боротьби 1996 | Україна | жіноча боротьба, до 44 кг | 5     |
| Чемпіонат світу з боротьби 1997 | Україна | жіноча боротьба, до 46 кг | 4     |
| Чемпіонат світу з боротьби 1998 | Україна | жіноча боротьба, до 46 кг | 4     |
| Чемпіонат світу з боротьби 1999 | Україна | жіноча боротьба, до 46 кг | 6     |

### Виступи на Чемпіонатах Європи
| Змагання                         | Збірна  | Вагова категорія          | Місце  |
| -------------------------------- | ------- | ------------------------- | ------ |
| Чемпіонат Європи з боротьби 1996 | Україна | жіноча боротьба, до 44 кг | Бронза |
| Чемпіонат Європи з боротьби 1997 | Україна | жіноча боротьба, до 46 кг | 4      |
| Чемпіонат Європи з боротьби 1998 | Україна | жіноча боротьба, до 46 кг | 4      |
| Чемпіонат Європи з боротьби 1999 | Україна | жіноча боротьба, до 46 кг | Срібло |
| Чемпіонат Європи з боротьби 2000 | Україна | жіноча боротьба, до 46 кг | 6      |
| Чемпіонат Європи з боротьби 2002 | Україна | жіноча боротьба, до 48 кг | 5      |
| Чемпіонат Європи з боротьби 2003 | Україна | жіноча боротьба, до 48 кг | 14     |

### Виступи на Кубках світу
| Змагання                    | Збірна  | Вагова категорія          | Місце  |
| --------------------------- | ------- | ------------------------- | ------ |
| Кубок світу з боротьби 2002 | Україна | жіноча боротьба, до 48 кг | Бронза |

### Виступи на інших змаганнях
| Змагання                           | Збірна  | Вагова категорія          | Місце  |
| ---------------------------------- | ------- | ------------------------- | ------ |
| Тестовий турнір FILA 2004          | Україна | жіноча боротьба, до 48 кг | 8      |
| Гран-прі Німеччини з боротьби 2004 | Україна | жіноча боротьба, до 48 кг | Бронза |

### Виступи на змаганнях молодших вікових груп
| Змагання                                       | Збірна  | Вагова категорія          | Місце  |
| ---------------------------------------------- | ------- | ------------------------- | ------ |
| Чемпіонат Європи з боротьби серед юніорів 1998 | Україна | жіноча боротьба, до 46 кг | Золото |